# National Film Award du meilleur réalisateur de court-métrage
Le National Film Award du meilleur réalisateur de court-métrage est l'une des catégories des National Film Awards présentées annuellement par la Direction des festivals de films, l'organisation créée par le ministère de l'Information et de la Radiodiffusion en Inde.
C'est l'un des nombreux prix décernés pour les longs métrages et décerné avec le Golden Lotus (Swarna Kamal).
Le prix est annoncé pour tous les courts-métrages et les documentaires produits dans toute l'Inde, quelle que soit l'industrie, quelle que soit la langue indienne.

## Liste des vainqueurs
| Année       | Lauréat(s)             | Film(s)                       | Langue(s)                  | Refs.  |
| ----------- | ---------------------- | ----------------------------- | -------------------------- | ------ |
| 2002 (50e)  | Anjali Panjabi         | A Few Things I Know About Her | Anglais                    | [ 1 ]  |
| 2003 (51e)  | Arvind Sinha           | Kaya Poochhe Maya Se          | Hindi                      | [ 2 ]  |
| 2004 (52e)  | Umesh Vinayak Kulkarni | Girni                         | Marathi                    | [ 3 ]  |
| 2005 (53rd) | Ganesh Shankar Gaikwad | Voices Across the Oceans      | - Anglais - Hindi          | [ 4 ]  |
| 2006 (54e)  | Ramesh Asher           | Ek Aadesh – Command For Choti | Hindi                      | [ 5 ]  |
| 2007 (55e)  | Jayaraj                | Vellapokathil                 | Malayalam                  | [ 6 ]  |
| 2008 (56e)  | Umesh Vinayak Kulkarni | Three of Us                   | Muet - En musique          | [ 7 ]  |
| 2009 (57e)  | Non décerné            | Non décerné                   | Non décerné                | [ 8 ]  |
| 2010 (58e)  | Arunima Sharma         | Shyam Raat Seher              | Hindi                      | [ 9 ]  |
| 2011 (59e)  | Iram Ghufran           | There is Something in the Air | - Hindi - Ourdou - Anglais | [ 10 ] |
| 2012 (60e)  | Vikrant Pawar          | Kaatal                        | - Marathi                  | [ 11 ] |
| 2013 (61e)  | Pranjal Dua            | Chidiya Udh                   | Muet                       | [ 12 ] |
| 2014 (62e)  | Renu Savant            | Aaranyak                      | - Marathi - Anglais        | [ 13 ] |
| 2015 (63rd) | Christo Tomy           | Kamuki                        | Malayalam                  | [ 14 ] |